# Mistrzostwa Polski w Łyżwiarstwie Figurowym 2003
Mistrzostwa Polski w łyżwiarstwie figurowym 2002 – zawody mające na celu wyłonienie najlepszych łyżwiarzy figurowych w Polsce. Mistrzostwa rozgrywano od 13 do 15 grudnia 2002 w Sosnowcu.

## Wyniki

### Kategoria seniorów

#### Soliści
| Miejsce | Zawodnik         | Klub                    | SP | LP | Punkty |
| ------- | ---------------- | ----------------------- | -- | -- | ------ |
| 1       | Bartosz Domański | Dwory Unia SSA Oświęcim | 1  | 1  | 1.5    |
| 2       | Krzysztof Komosa | RKS Marymont Warszawa   | 2  | 2  | 3.0    |

#### Solistki
| Miejsce | Zawodniczka       | Klub                    | SP | LP | Punkty |
| ------- | ----------------- | ----------------------- | -- | -- | ------ |
| 1       | Sabina Wojtala    | Dwory Unia SSA Oświęcim | 1  | 1  | 1.5    |
| 2       | Anna Jurkiewicz   | Dwory Unia SSA Oświęcim | 2  | 2  | 3.0    |
| 3       | Oktawia Ścibor    | RKS Marymont Warszawa   | 3  | 3  | 4.5    |
| 4       | Agnieszka Chudoba | KS Cracovia             | 4  | 4  | 6.0    |

#### Pary sportowe
| Miejsce | Zawodnicy                        | Klub                    | SP | LP | Punkty |
| ------- | -------------------------------- | ----------------------- | -- | -- | ------ |
| 1       | Dorota Zagórska / Mariusz Siudek | Dwory Unia SSA Oświęcim | 1  | 1  | 1.5    |

#### Pary taneczne
| Rank | Name                                | Club      | CD1 | CD2 | OD | FD | TFP |
| ---- | ----------------------------------- | --------- | --- | --- | -- | -- | --- |
| 1    | Sylwia Nowak / Sebastian Kolasiński | MKŁ Łódź  | 1   | 1   | 1  | 1  | 2.0 |
| 2    | Agnieszka Dulej / Sławomir Janicki  | ŁTŁF Łódź | 2   | 2   | 2  | 2  | 4.0 |

### Kategoria juniorów

#### Soliści
| Miejsce | Zawodnik            | Klub               | SP | LP | Punkty |
| ------- | ------------------- | ------------------ | -- | -- | ------ |
| 1       | Mateusz Chruściński | UKŁF Unia Oświęcim | 2  | 1  | 2.0    |
| 2       | Przemysław Domański | UKŁ Spin Katowice  | 1  | 2  | 2.5    |
| 3       | Krystian Tera       | ŁTŁF Łódź          | 3  | 3  | 4.5    |
| 4       | Paweł Jekiełek      | UKŁF Unia Oświęcim | 4  | 4  | 6.0    |
| 5       | Krzysztof Kuczyński | ŁTŁF Łódź          | 5  | 5  | 7.5    |
| 6       | Kamil Kotlarczyk    | UKŁF Unia Oświęcim | 6  | 6  | 9.0    |
| 7       | Łukasz Daros        | KS Cracovia        | 7  | 7  | 10.5   |

#### Solistki
| Miejsce | Zawodniczka          | Klub                    | SP | LP | Punkty |
| ------- | -------------------- | ----------------------- | -- | -- | ------ |
| 1       | Magdalena Leski      | Dwory Unia SSA Oświęcim | 1  | 1  | 1.5    |
| 2       | Marta Misiewicz      | UKŁ Spin Katowice       | 2  | 2  | 3.0    |
| 3       | Anna Zawada          | UKŁF Unia Oświęcim      | 3  | 3  | 4.5    |
| 4       | Karolina Bulak       | RKS Marymont Warszawa   | 4  | 4  | 6.0    |
| 5       | Emilia Łopińska      | RKS Marymont Warszawa   | 5  | 5  | 7.5    |
| 6       | Agnieszka Sałacińska | RKS Marymont Warszawa   | 6  | 6  | 9.0    |
| 7       | Kaja Ognicka         | RKS Marymont Warszawa   | 9  | 6  | 10.5   |
| 8       | Małgorzata Osypińska | UKS MOSiR Sosnowiec     | 8  | 8  | 12.0   |
| 9       | Adela Szemczak       | ŁUKS Neptun Gdańsk      | 7  | 10 | 13.5   |
| 10      | Ewa Zielińska        | KS Start-Wisła Toruń    | 10 | 9  | 14.0   |
| 11      | Magda Paruszewska    | ŁUKS Neptun Gdańsk      | 11 | 11 | 16.5   |
| 12      | Katarzyna Sobieszek  | KS Cracovia             | 12 | 12 | 18.0   |
| 13      | Aleksandra Drozd     | KS Cracovia             | 13 | 13 | 19.5   |
| 14      | Paulina Łykus        | UKS MOSiR Sosnowiec     | 14 | 14 | 21.0   |

#### Pary sportowe
| Miejsce | Zawodnicy                            | Klub               | SP | LP | Punkty |
| ------- | ------------------------------------ | ------------------ | -- | -- | ------ |
| 1       | Joanna Dusik / Patryk Szałaśny       | UKŁF Unia Oświęcim | 1  | 1  | 1.5    |
| 2       | Dominika Piątkowska / Marcin Świątek | MKŁ Łódź           | 2  | 2  | 3.0    |

#### Pary taneczne
| Miejsce | Zawodnicy                           | Klub                        | CD1 | CD2 | OD | FD | Punkty |
| ------- | ----------------------------------- | --------------------------- | --- | --- | -- | -- | ------ |
| 1       | Maria Bińczyk / Michał Tomaszewski  | ŁTŁF Łódź                   | 1   | 1   | 1  | 1  | 2.0    |
| 2       | Paulina Urban / Marcin Trębacki     | MKŁ Łódź / GKS Stoczniowiec | 2   | 2   | 2  | 2  | 4.0    |
| 3       | Joanna Budner / Jan Mościcki        | ŁTŁF Łódź                   | 3   | 3   | 3  | 3  | 6.0    |
| 4       | J. Lawyer / J. Trębacki             | GKS Stoczniowiec Gdańsk     | 4   | 4   | 4  | 5  | 9.0    |
| 5       | Patrycja Petrus / Robert Chudziński | GKS Stoczniowiec Gdańsk     | 6   | 6   | 5  | 4  | 9.4    |
| 6       | Justina Potocka / Łukasz Pejka      | GKS Stoczniowiec Gdańsk     | 5   | 5   | 6  | 6  | 11.6   |

### Kategoria juniorów młodszych

#### Soliści
| Poz. | Zawodnik            | Klub                    | Punkty | SP | FS |
| ---- | ------------------- | ----------------------- | ------ | -- | -- |
| 1    | Maciej Cieplucha    | ŁTŁF Łódź               | 1,5    | 1  | 1  |
| 2    | Janusz Karweta      | UKŁF Unia Oświęcim      | 3,0    | 2  | 2  |
| 3    | Tomasz Grajcar      | OMKŁ Opole              | 4,5    | 3  | 3  |
| 4    | Bartosz Paluchowski | UKŁF Unia Oświęcim      | 6,0    | 4  | 4  |
| 5    | Michał Brzeziński   | GKS Stoczniowiec Gdańsk | 7,5    | 5  | 5  |

#### Solistki
| Poz. | Zawodniczka         | Klub                    | Punkty | SP | FS |
| ---- | ------------------- | ----------------------- | ------ | -- | -- |
| 1    | Agata Srokowska     | MKS Axel Toruń          | 2,0    | 2  | 1  |
| 2    | Joanna Sulej        | RKS Marymont Warszawa   | 2,5    | 1  | 2  |
| 3    | Iwona Sadowska      | GKS Stoczniowiec Gdańsk | 4,5    | 3  | 3  |
| 4    | Ilona Senderek      | RKS Marymont Warszawa   | 6,0    | 4  | 4  |
| 5    | Natalia Rutkowska   | MKS Axel Toruń          | 7.5    | 5  | 5  |
| 6    | Paulina Zembrzuska  | KS Start-Wisła Toruń    | 9,0    | 6  | 6  |
| 7    | Sylwia Rajska       | ŁUKS Neptun Gdańsk      | 10,5   | 7  | 7  |
| 8    | Emilia Denis        | KS Start-Wisła Toruń    | 12,0   | 8  | 8  |
| 9    | Lidia Osińska       | RKS Marymont Warszawa   | 13,5   | 9  | 9  |
| 10   | Marta Krzystek      | UKŁ Spin Katowice       | 16,0   | 10 | 11 |
| 11   | Oliwia Cwynar       | OMKŁ Opole              | 17,5   | 15 | 10 |
| 12   | Natalia Sinkiewicz  | GKS Stoczniowiec Gdańsk | 17,5   | 11 | 12 |
| 13   | Julia Macińska      | MKŁ Łódź                | 20,0   | 12 | 14 |
| 14   | Karolina Sergiel    | OMKŁ Opole              | 21,5   | 17 | 13 |
| 15   | Stefania Lisinac    | GKS Stoczniowiec Gdańsk | 22,0   | 14 | 15 |
| 16   | Magdalena Dolska    | KS Start-Wisła Toruń    | 23,5   | 13 | 17 |
| 17   | Agata Musiał        | UKS MOSiR Sosnowiec     | 24,0   | 16 | 16 |
| 18   | Agata Pasko         | MKŁ Łódź                | 27,0   | 18 | 18 |
| 19   | Monika Gręźlikowska | KS Start-Wisła Toruń    | 28,5   | 19 | 19 |

#### Pary sportowe
| Poz. | Zawodnicy                          | Klub               | Punkty | SP | FS |
| ---- | ---------------------------------- | ------------------ | ------ | -- | -- |
| 1    | Julia Szczerbowska / Łukasz Chluba | UKŁF Unia Oświęcim | 1,5    | 1  | 1  |
| 2    | Aneta Michałek / Mariusz Świerguła | UKŁF Unia Oświęcim | 3,0    | 2  | 2  |

#### Pary taneczne
| Poz. | Zawodnicy                               | Klub                    | Punkty | CD | OD | FD |
| ---- | --------------------------------------- | ----------------------- | ------ | -- | -- | -- |
| 1    | Joanna Krysztofiak / Bartłomiej Witczak | ŁTŁF Łódź               | 2,0    | 1  | 1  | 1  |
| 2    | Milena Szymczyk / Maciej Bernadowski    | ŁTŁF Łódź               | 4,0    | 2  | 2  | 2  |
| 3    | Izabela Brzozowska / Łukasz Dzióbek     | GKS Stoczniowiec Gdańsk | 6,5    | 4  | 3  | 3  |
| 4    | Natalia Helszer / Patryk Habrat         | ŁTŁF Łódź               | 7,5    | 3  | 4  | 4  |

### Jazda synchroniczna
| Poz. | Formacja    | Klub              | Punkty | SP | FS |
| ---- | ----------- | ----------------- | ------ | -- | -- |
| 1    | Amber Dance | UKŁ Oliwia Gdańsk | 1,5    | 1  | 1  |